# Erucaria
Erucaria là chi thực vật có hoa trong họ Cải.